# اماپا (شهر)
اماپا (شهر) (به پرتغالی: Amapá (city)) یک سکونتگاه مسکونی در برزیل است که در آماپا واقع شده‌است.

## خصوصیات
اماپا ۹٬۱۶۹ کیلومترمربع مساحت و ۷٬۷۴۵ نفر جمعیت دارد و ۸ متر بالاتر از سطح دریا واقع شده‌است.